# Erik Szilvássy
Erik Szilvássy (ur. 21 grudnia 1994) – węgierski zapaśnik walczący w stylu klasycznym. Wicemistrz świata w 2024 roku.
Srebrny medalista mistrzostw Europy w 2025 i brązowy w 2019; piąty w 2024. Triumfator akademickich MŚ w 2016. Mistrz świata U-23 w 2017 i Europy w 2016 roku.